# Odontogomphus donnellyi
Odontogomphus donnellyi är en trollsländeart som beskrevs av Watson 1991. Odontogomphus donnellyi ingår i släktet Odontogomphus och familjen flodtrollsländor. Inga underarter finns listade i Catalogue of Life.